# コマクサ
コマクサ（駒草、学名：Dicentra peregrina）は、ケシ科ケマンソウ亜科コマクサ属の多年性草本の高山植物。

## 特徴
美しい花と、常に砂礫が動き、他の植物が生育できないような厳しい環境に生育することから「高山植物の女王」と呼ばれている。和名はその花の形が馬（駒）の顔に似ていることに由来する。学名の種小名「peregrina」は、「外来の」を意味する。命名者Makinoは、日本の植物学者の牧野富太郎である。別名が「カラフトコマクサ（樺太駒草）」。英名は存在しない。
高さ5 cmほど。葉は根生葉で細かく裂けパセリのように見え、白く粉を帯びる。花期は7-8月。花茎は10-15 cmで淡紅色の花を咲かせる。花弁は4個で外側と内側に2個ずつつく。外側の花弁は下部が大きくふくらんで、先が反り返り、内側の花弁はやや小さく、中央がくびれ、上端は合着している。萼片は2個で早く落ちる。他の植物が生育できないような砂礫地に生えるため、地上部からは想像できないような50-100 cmほどの長い根を張る。タカネスミレなども同様な場所に生育し混生することもあるが、単独の群落をつくることが多い。双子葉類の植物だが子葉の発達が悪く、子葉は1個しか出ない。花が枯れると長さ約1.2 cmの細長い楕円形となり、光沢のある黒い種子ができる。染色体数が、2n=16の2倍体である。
日本では北海道大雪山にのみ生育する天然記念物のウスバキチョウの幼虫は、日本ではコマクサを食草としていて、葉の他に茎や花も食べる。他の国では他の同科キケマン属の植物を食草としている。花の蜜を吸いにきたマルハナバチなどが受粉を行う。

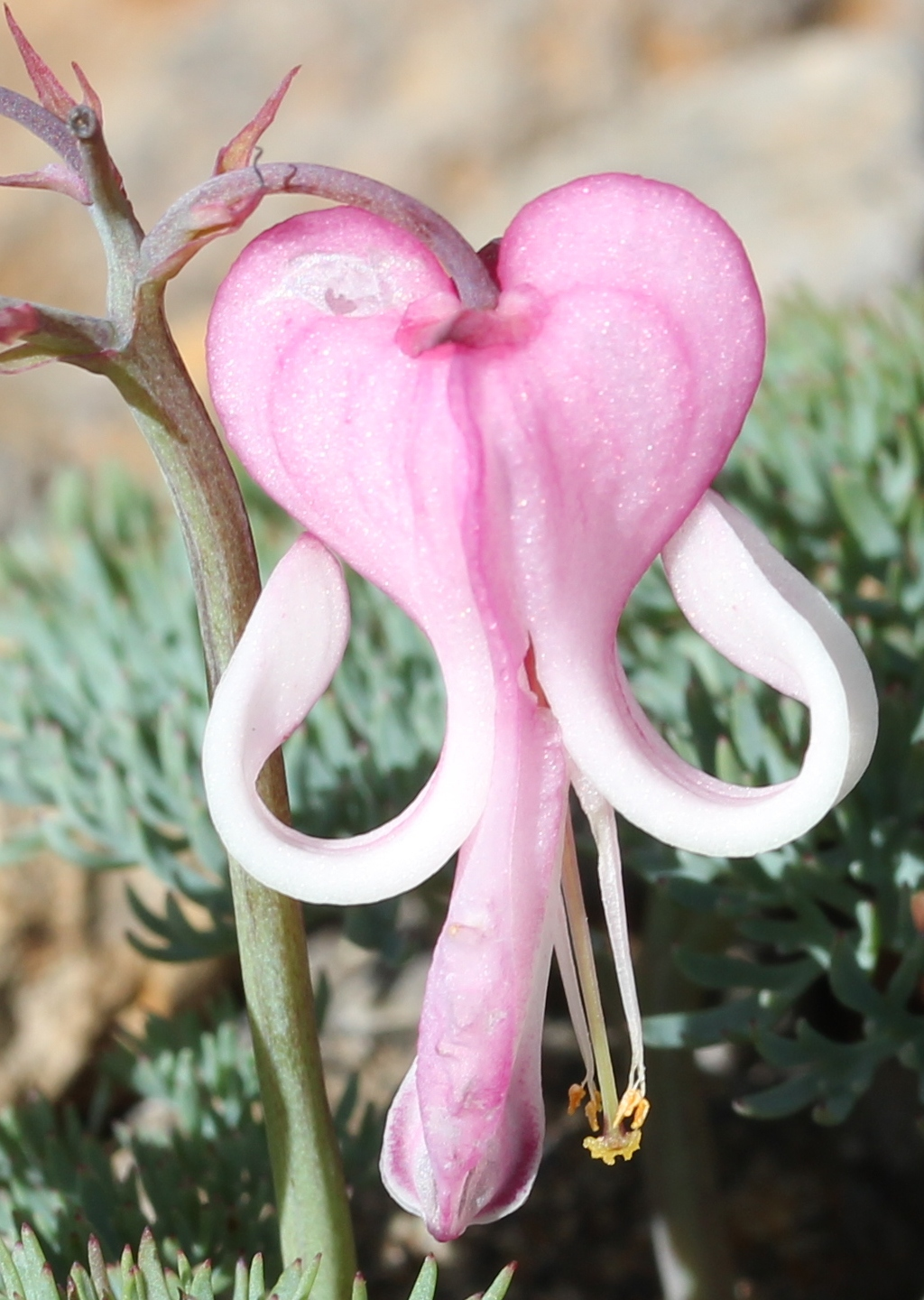
花の細部、雄しべと雌しべ（2013年7月）
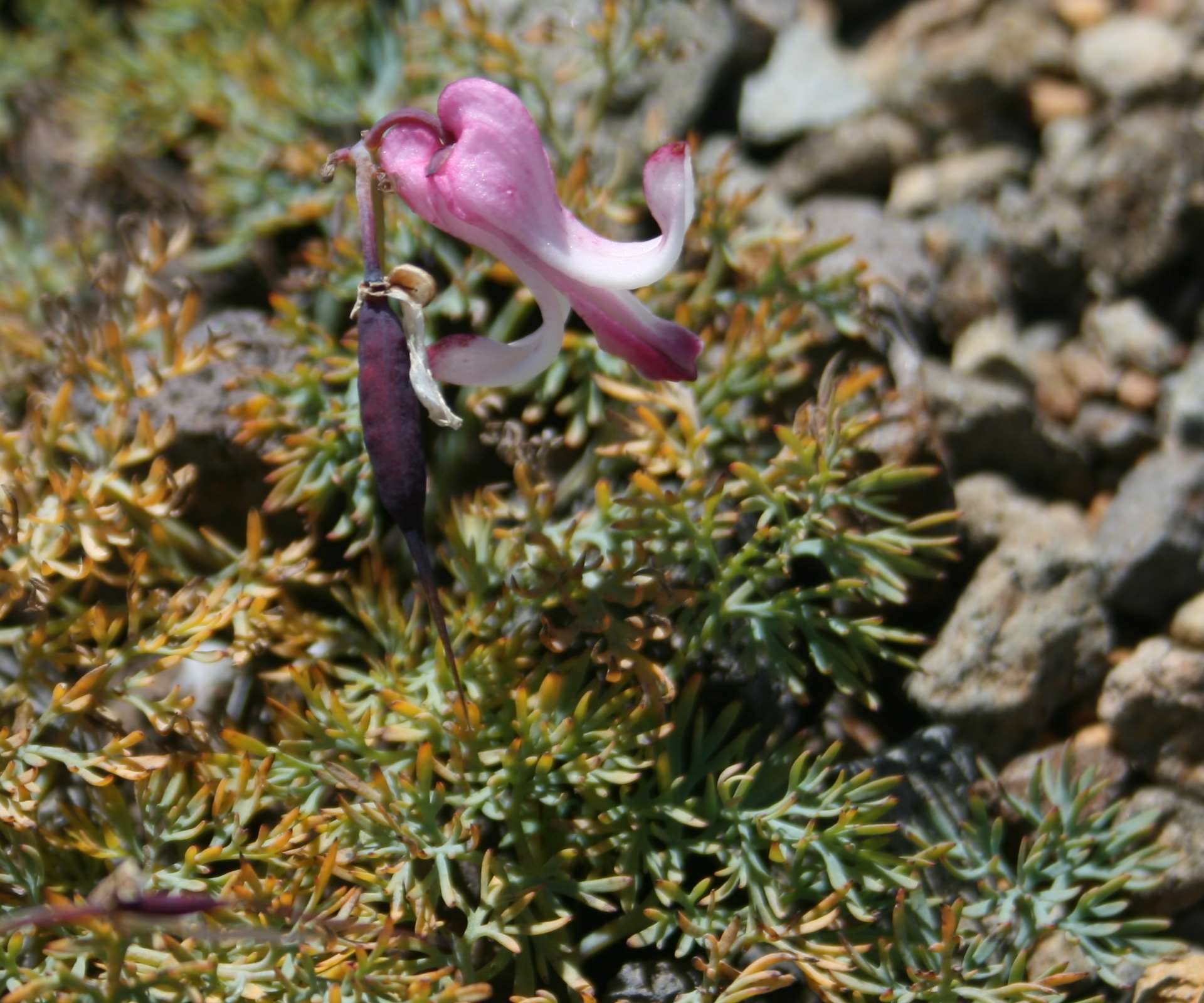
花と実（2001年9月）
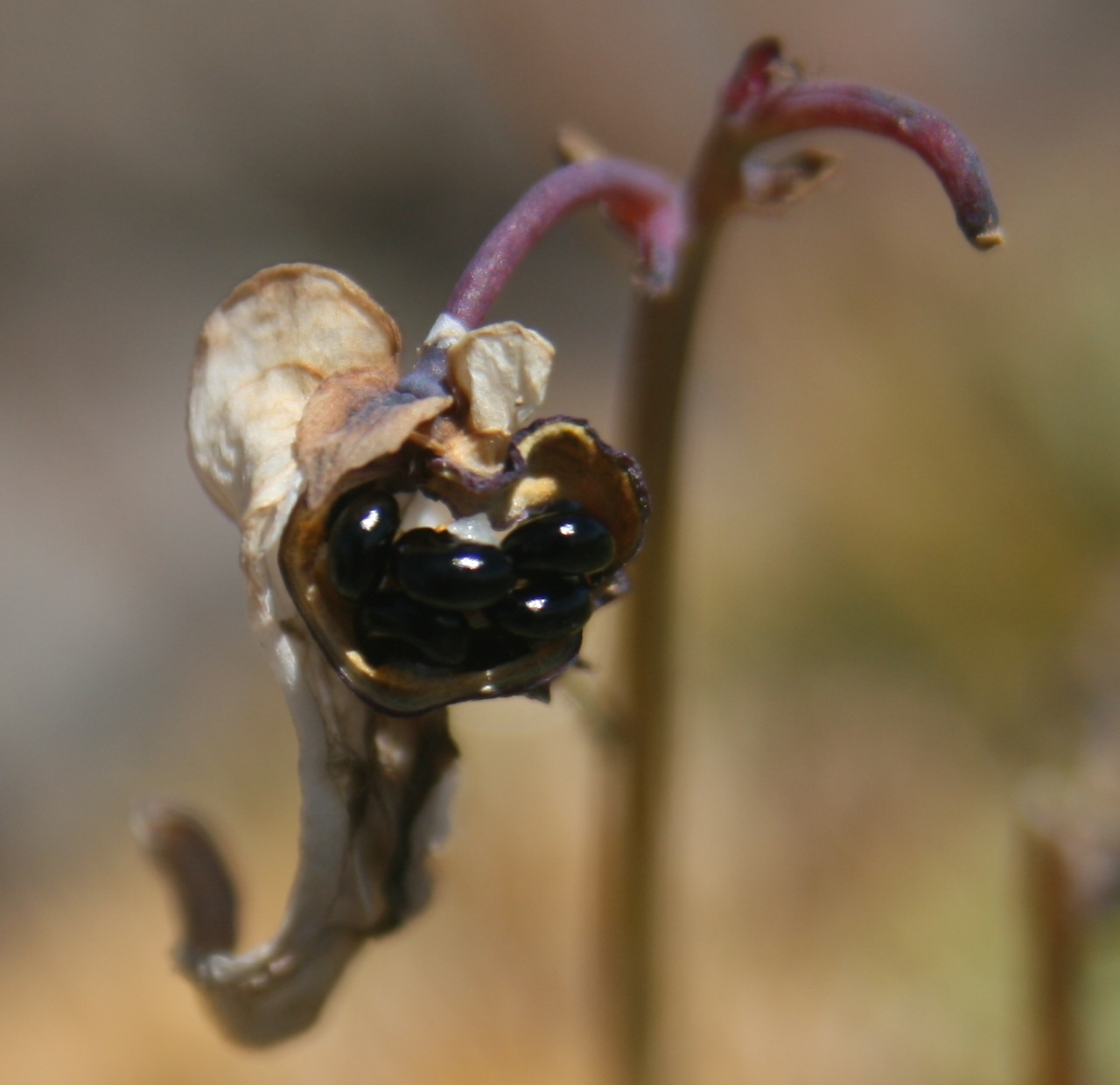
黒い光沢のある種子（2001年9月）
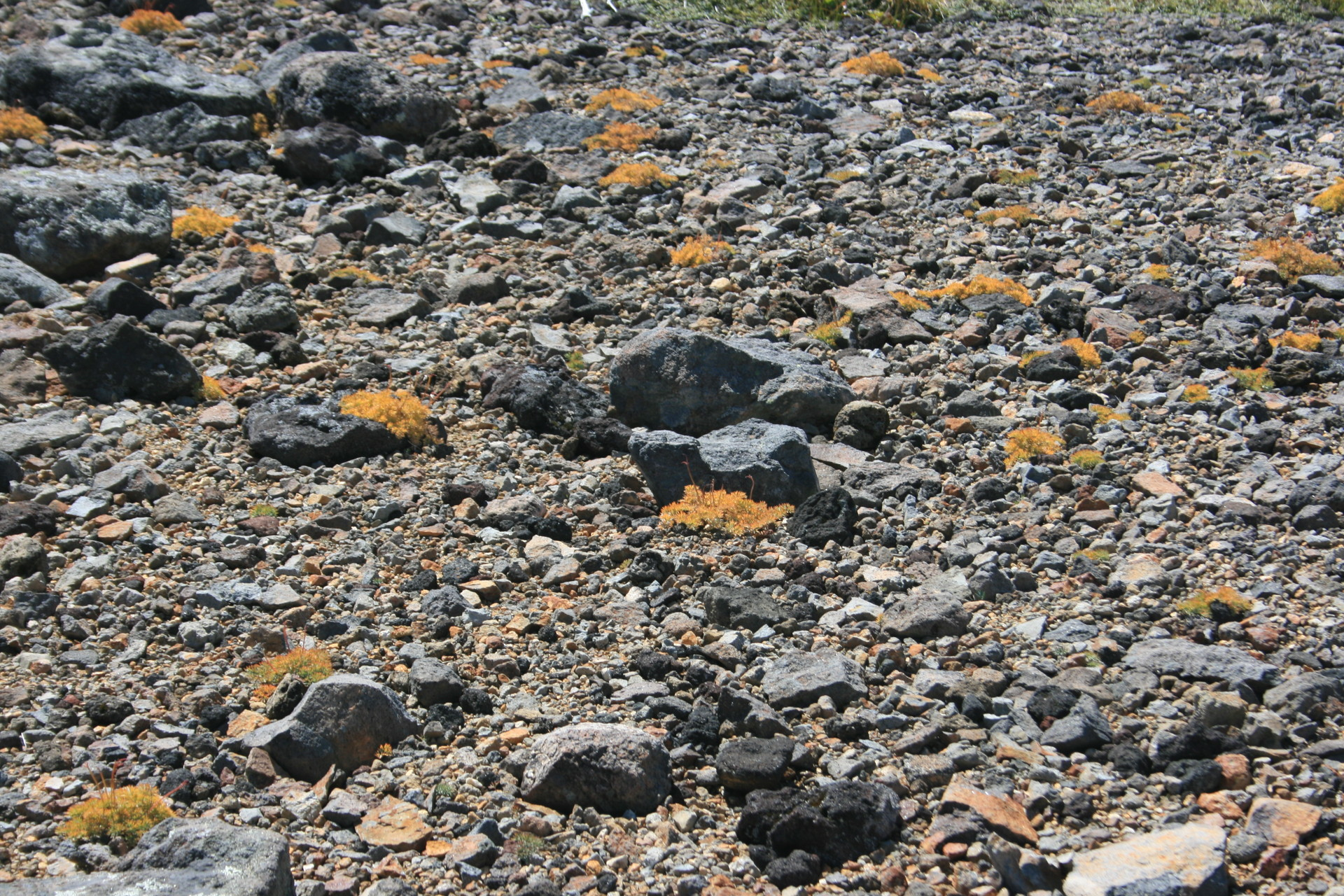
花が散った後に黄葉した群落（2001年9月）
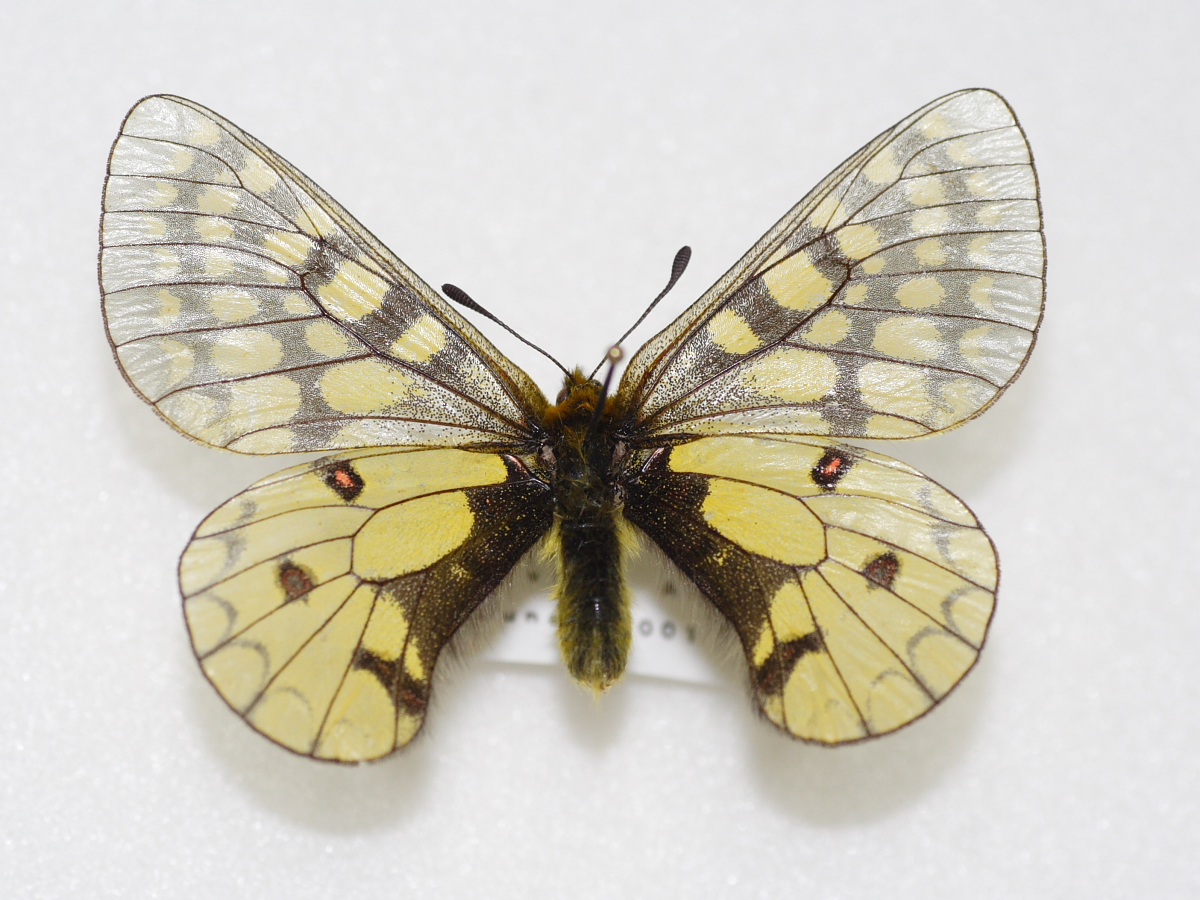
北海道大雪山系では、ウスバキチョウの幼虫がコマクサを食草としている。

### 毒性
日本の薬学者の朝比奈泰彦が、コマクサの成分分析の研究報告を行っている。全株が有毒。微量のアルカロイドのディセントリンやプロトピンなどのモルヒネ様物質を含み、中毒症状としては嘔吐・体温の低下・呼吸麻痺・心臓麻痺がみられる。

## 分布

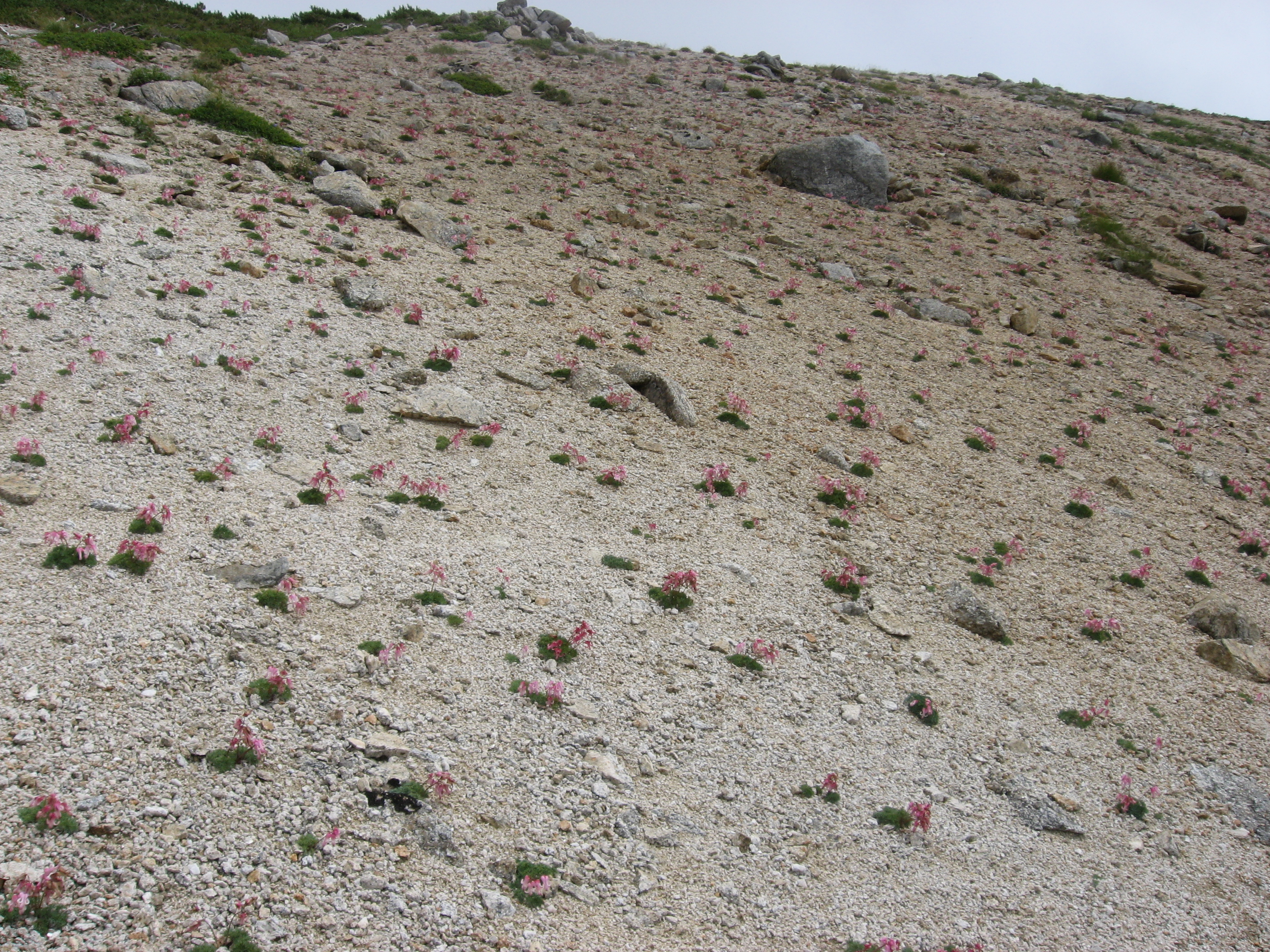
他の植物が生育できないような風衝岩屑斜面の砂礫地に長く根を伸ばし単独の大群落をつくる。

千島列島・樺太・カムチャッカ半島・シベリア東部の東北アジアと日本の北海道から中部地方の高山帯の風衝岩屑斜面などの砂礫帯に分布している。大きな岩礫の地にも分布するが、直径0.5-20 cmの礫地または砂礫地に群落をつくる。大雪山の赤岳と宮城県の蔵王連峰には、「駒草平」という地名がある。秋田県田沢湖町（現仙北市）の「町の花」であった。基準標本は、北太平洋のもの。日本にある最も古い標本は、1886年の帝大標本目録にある信州駒ヶ岳産（1880年8月に採取されたもの）のものである。昔は、花の美しさよりも薬草としての価値が高く、古くから腹痛の妙薬として知られていた。御嶽山では登山記念として、コマクサを「オコマグサ」という名で、一株一銭で登山者に売られていたようで、そこからコマクサは「一銭草」とも云われている。「御百草」（おひゃくそう）の原料の一つとして、薬草が修験者に利用され多くが採り尽くされた。現在製造されている長野県製薬の御岳百草丸には、使用されていない。同様に1905年（明治38年）頃に、乗鞍岳や燕岳でも薬草採りにより採り尽くされた。
田中澄江が『花の百名山』の著書で、白馬岳を代表する高山植物の一つとして紹介した。また『新・花の百名山』で、蓮華岳を代表する高山植物の一つとして紹介した。観光用のおみやげとして販売されている山のバッジで、岩手山・草津白根山・硫黄岳・七倉岳・燕岳・常念岳・乗鞍岳などのものにコマクサの花が刻まれている。後立山連峰五竜岳山腹の白馬五竜高山植物園では、約2万株のコマクサが栽培されていて、7月中旬には「こまくさ祭り」が開催されている。絶滅寸前だった本白根山では、地元の中学生や有志によって復元され大規模な群落となっている。御嶽山には群生地があり、麓の木曽町立開田中学校の生徒らが、毎年御嶽山の学校登山を行い調査保護活動を行っている。八ヶ岳の硫黄岳山荘では毎年「高山植物保護、山行の安全祈願」の神事として、「駒草祭」が開催されている。白山では本来分布していなかったコマクサの種が持ち込まれ一部が生育して、この外来種を除去するため「白山国立公園コマクサ対策事業」が実施されている。

### 日本のコマクサの群生地
日本の主なコマクサの群生地は、以下の高山帯である。大雪山系、白馬岳、蓮華岳、燕岳などで大群落が見られる。八ヶ岳では横岳と根石岳で大群落が見られる。南アルプスには分布していない。御嶽山がその西限で、中央アルプスが南限である。
- 北海道 - 知床半島・雌阿寒岳・大雪山系
- 東北地方 - 岩手山・秋田駒ヶ岳・蔵王連峰
- 北アルプス - 白馬岳・蓮華岳・燕岳・乗鞍岳
- その他 - 燧ヶ岳・草津白根山・八ヶ岳・御嶽山

### 木曽駒ヶ岳のコマクサ

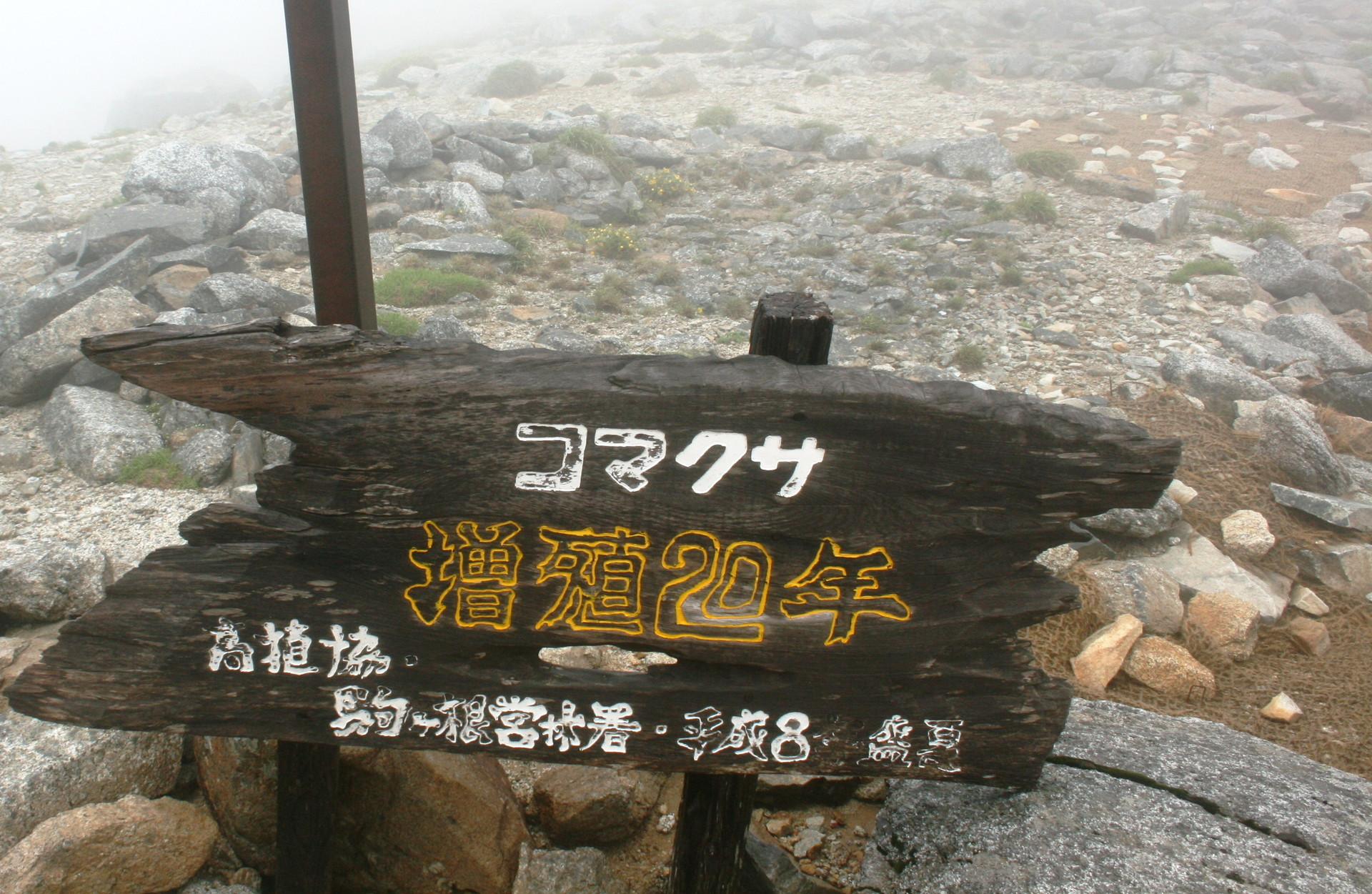
長野県中央アルプスの木曽駒ヶ岳の宝剣山荘付近では、営林署によりコマクサの増殖が行われている。

中央アルプスのコマクサは明治・大正期に薬草として採り尽くされほぼ絶滅したと考えられている。大正末頃の『信濃教育会誌』の木曽駒ヶ岳の植物調査結果にコマクサは記載されていない。1960年頃からコマクサの生育が確認されていて、2011年現在宝剣山荘や西駒山荘周辺などで生育しているものは、駒ヶ根営林署や個人が植えたものである。増殖したものの盗掘が確認されている。また木曽駒ヶ岳山頂部でも、植えたものが生育している。

## 種の保全状況評価
日本の各都道府県で、以下のレッドリストの指定を受けている。上信越高原国立公園、中部山岳国立公園、八ヶ岳中信高原国定公園、北海道立自然公園条例などの指定植物であり、その採集は禁止されている。
- 絶滅危惧IA類（CR） - 秋田県
- 絶滅危惧I類（CRまたはEN） - 福島県
- 絶滅危惧II類（VU） - 山形県、新潟県[26]
- 希少種（R） - 北海道[注釈 1][27]
- Cランク - 岩手県[注釈 2]

## コマクサ属
コマクサ属（学名：Dicentra Bernh.）は、ケマンソウ亜科の1属。無毛で粉白を帯びた多年草で、主に北アメリカに分布し、アフリカ東部に1種、東アジアに数種が分布する。日本に自生している種はコマクサとシロバナコマクサのみである。以下の種に分類されている。
- D. canadensis (Goldie) Walp.
- D. cucullaria (L.) Bernh.
- D. eximia (Ker Gawl.) Torr.
- D. formosa (Haw.) Walp. - ハナケマンソウ、別名がアメリカコマクサとセイヨウコマクサで、北アメリカが原産地。
- D. nevadensis Eastw.
- D. pauciflora S.Wats.
- D. peregrina (Rudolph) Makino. - コマクサ
  - D. peregrina f. alba - シロバナコマクサ（白花駒草）[4]、白い花の品種が稀に見られる。北海道の絶滅危急種に指定されている[注釈 3][28]。
- D. uniflora Kellogg[29]

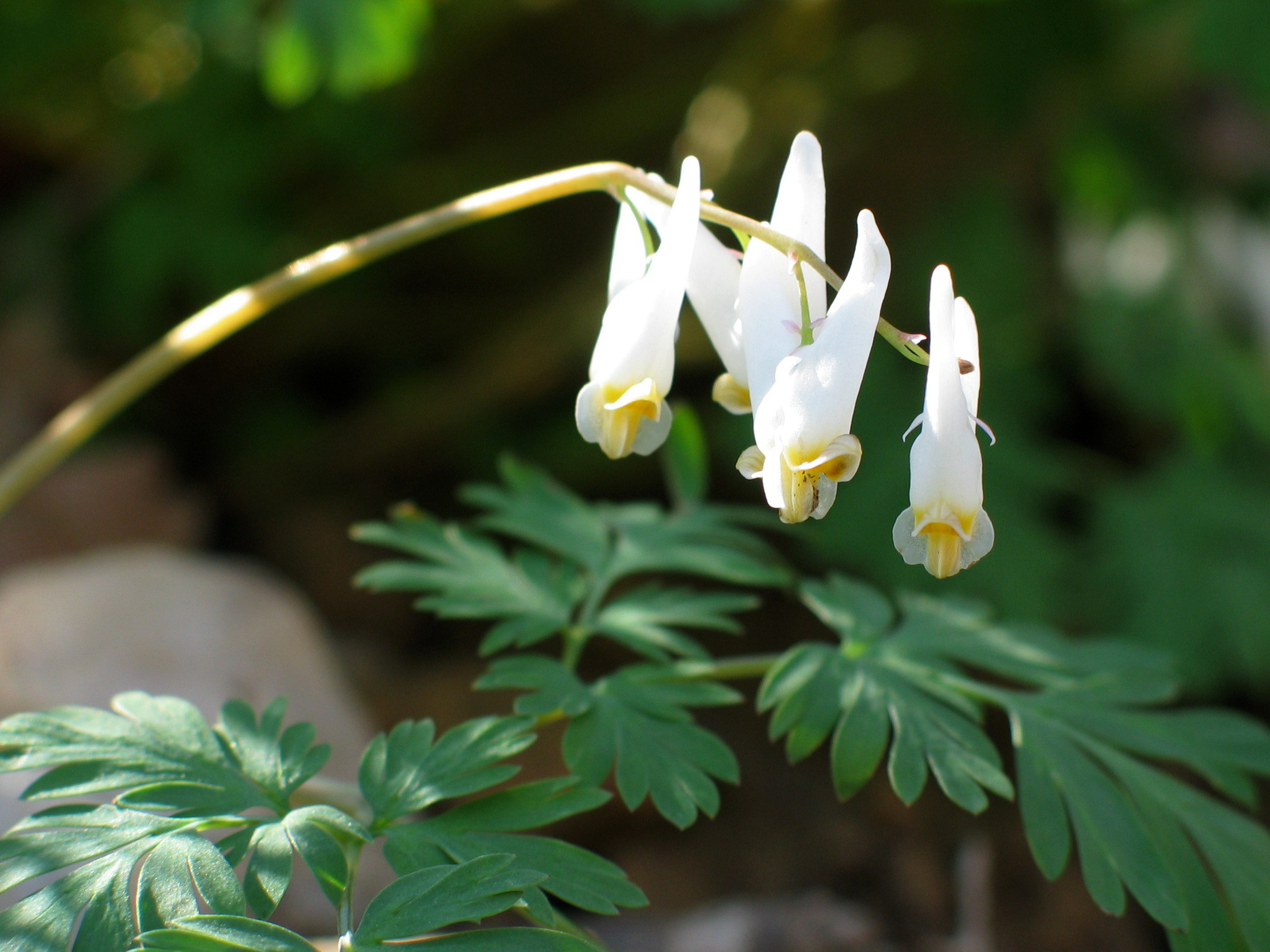
D. cucullaria
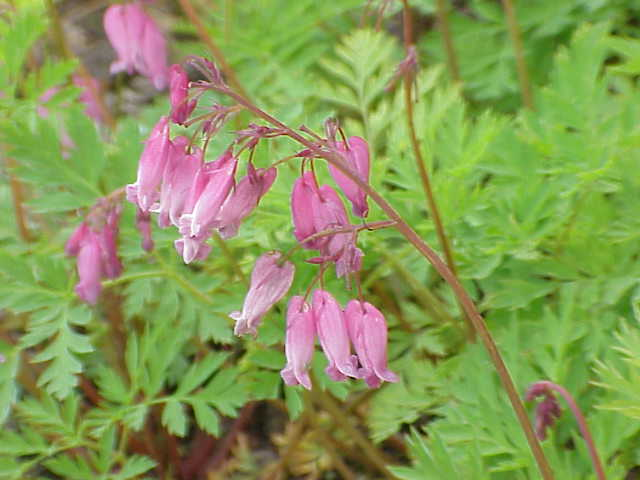
D. eximia
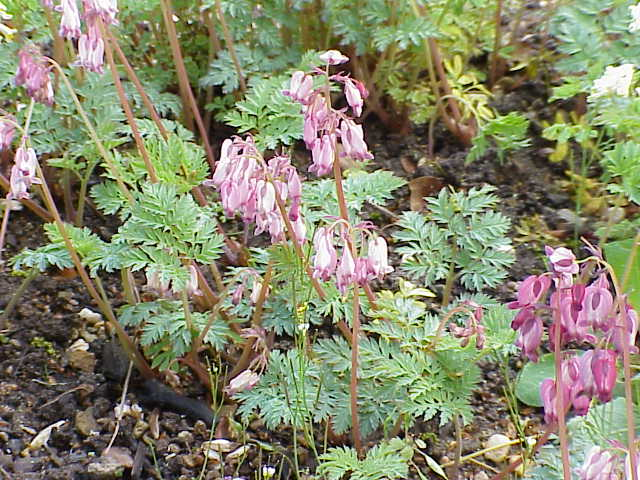
D. formosa ハナケマンソウ
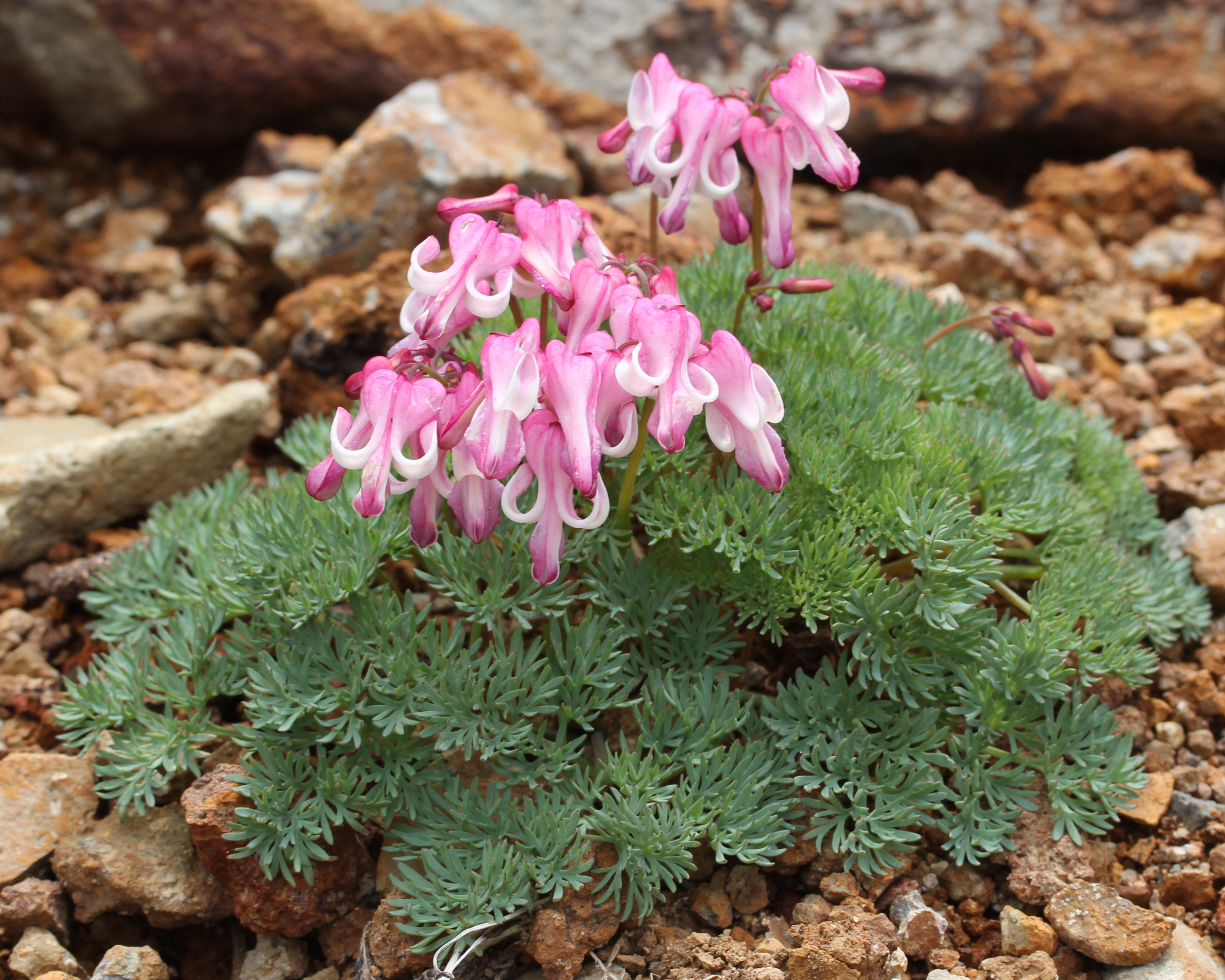
D. peregrina コマクサ
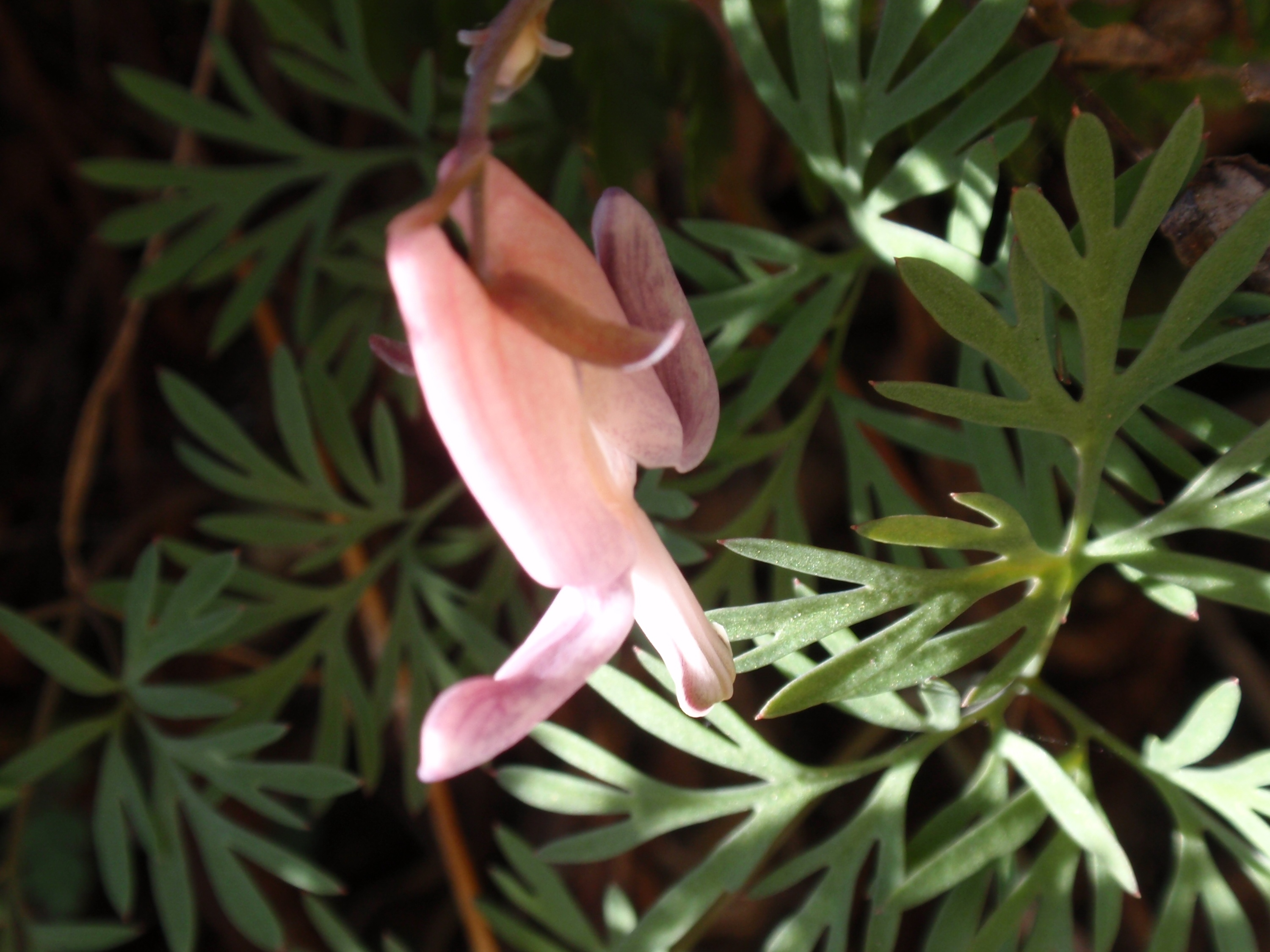
D. pauciflora
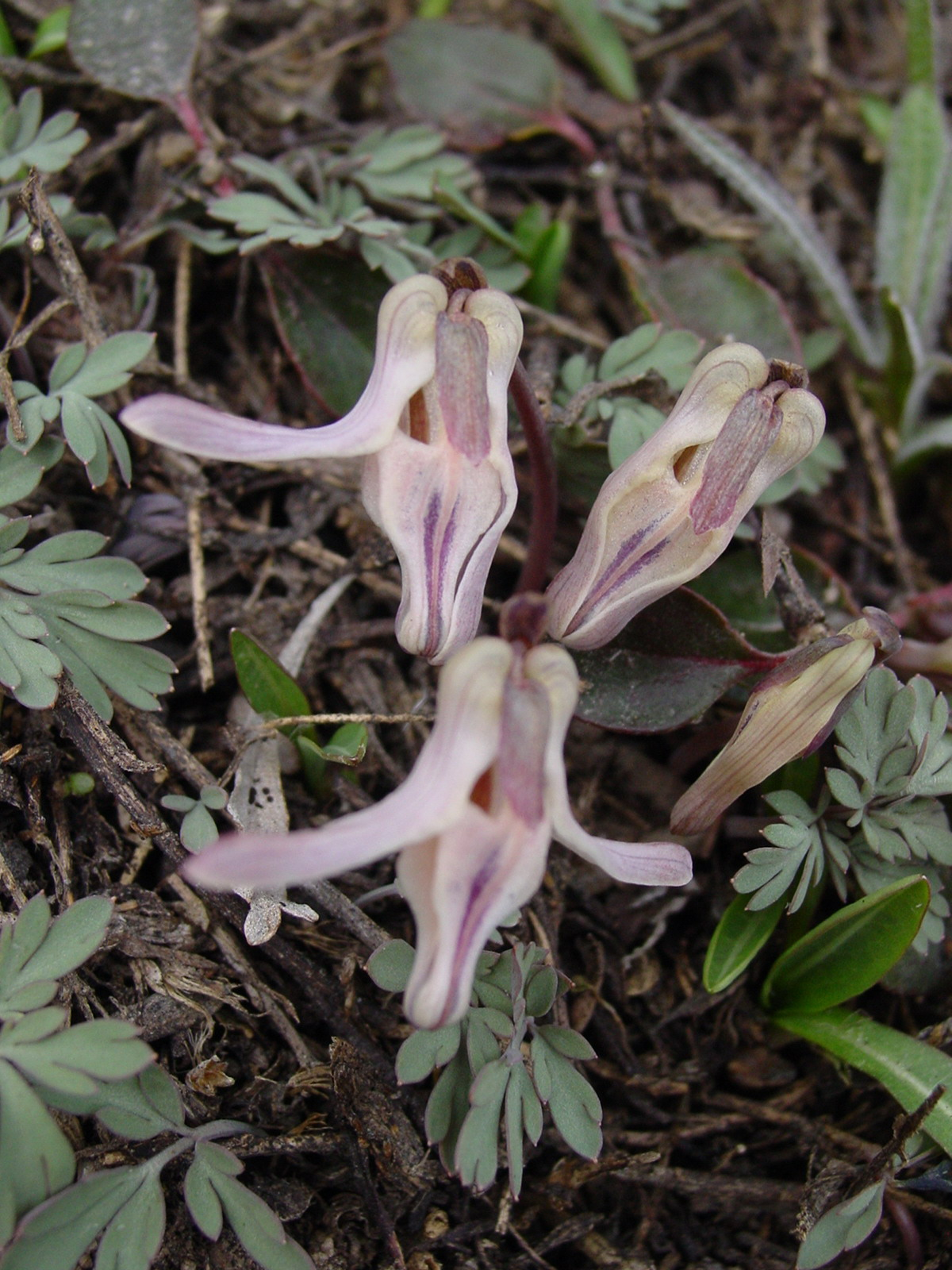
D. uniflora
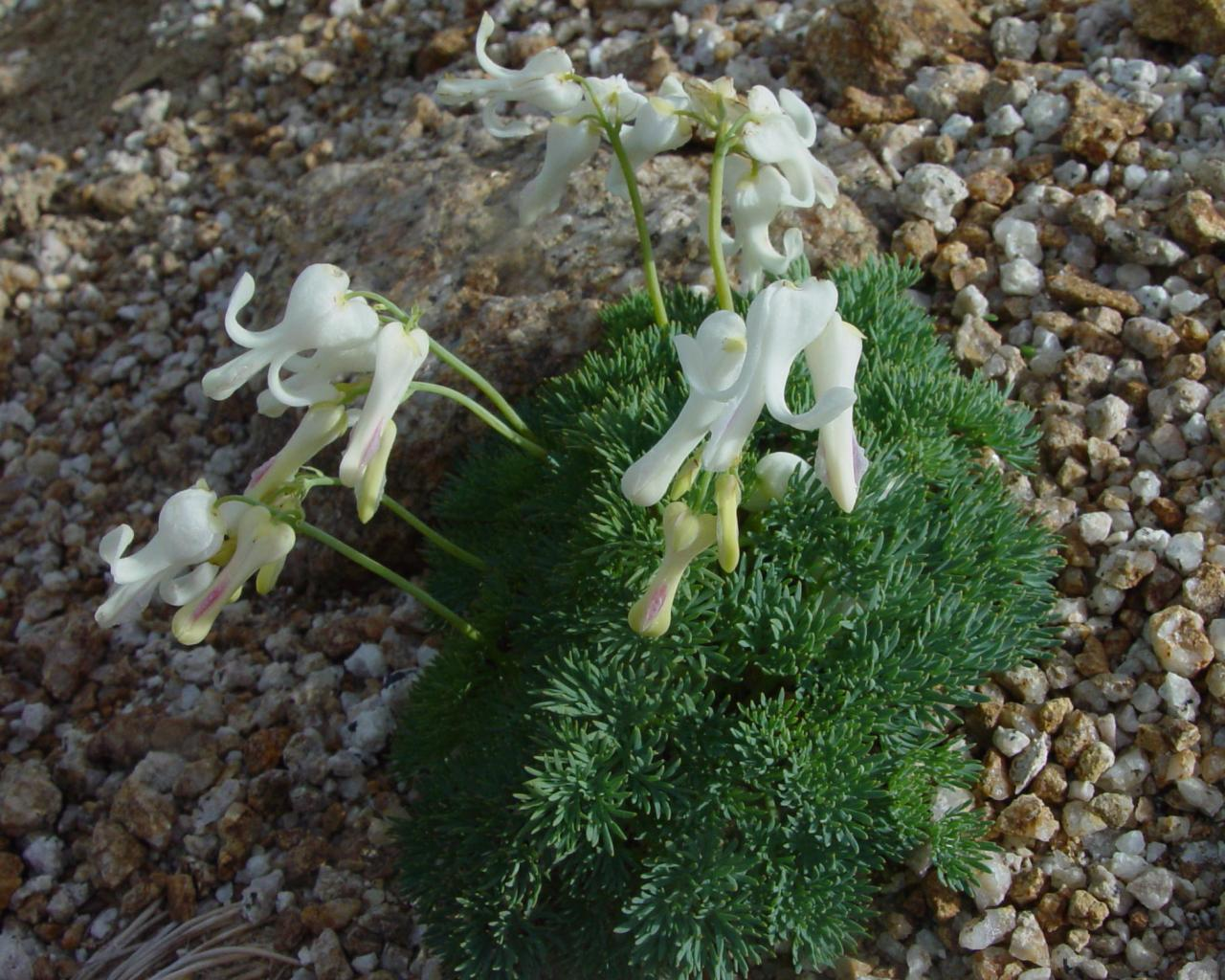
シロバナコマクサ(Dicentra peregrina f. alba)

### 近縁種
- Lamprocapnos spectabilis (L.) Fukuhara - ケマンソウ、別名がタイツリソウ。ハート型の花を付ける。シノニムがDicentra spectabilis。

## 人間との関係
秋田県仙北郡にあった田沢湖町では、町の花の指定を受けていた。

### 御嶽山のコマクサの昔話
コマクサの自生地である長野県の木曽御嶽山では、「おこま」の昔話がある。信州の小諸市の小さな村の「おこま」の娘が難病になり、信州西端にある木曽御嶽神社で一心に娘の全快を願い続けると、「御嶽山の頂上にある美しい桃色の小草を娘に飲ませよ。」とのお告げを受けた。その後御嶽山に登りその小草を見つけ、家に帰って娘に飲ませた。するとすぐに全快したため、この小草が「オコグサ」と呼ばれるようになり、いつしか「コマクサ」と呼ばれるようになったと伝えられている。

### コマクサ園がある施設
以下の植物園の施設などで、コマクサが栽培展示されている。
- ミニ尾瀬公園
- 東館山高山植物園（志賀高原）
- 白馬山麓植物園（白馬村）
- 白馬五竜高山植物園
- 国営アルプスあづみの公園
- 大町山岳博物館
- コマクサ高山植物園（ヘブンスそのはらSNOW WORLD）
- 御岳ロープウェイ山麓駅お花畑（御岳ロープウェイスキー場）
- 六甲高山植物園

### 紋章・校章
以下の学校で、紋章や校章とされている。
- 東北文教大学の校章 （山形県）
- 山形城北高等学校の校章 （山形県）
- 秋田県立角館南高等学校の校章 （秋田県）
- 信州大学の紋章[14] （長野県、「信州大学こまくさ寮」の名称の寮がある。）
- 信州大学教育学部附属松本小学校の校章 （長野県）
- 長野県岡谷南高等学校の校章 （長野県）
- 山形市立第三小学校の校章　(山形県)